# Progettazione delle infrastrutture ciclabili

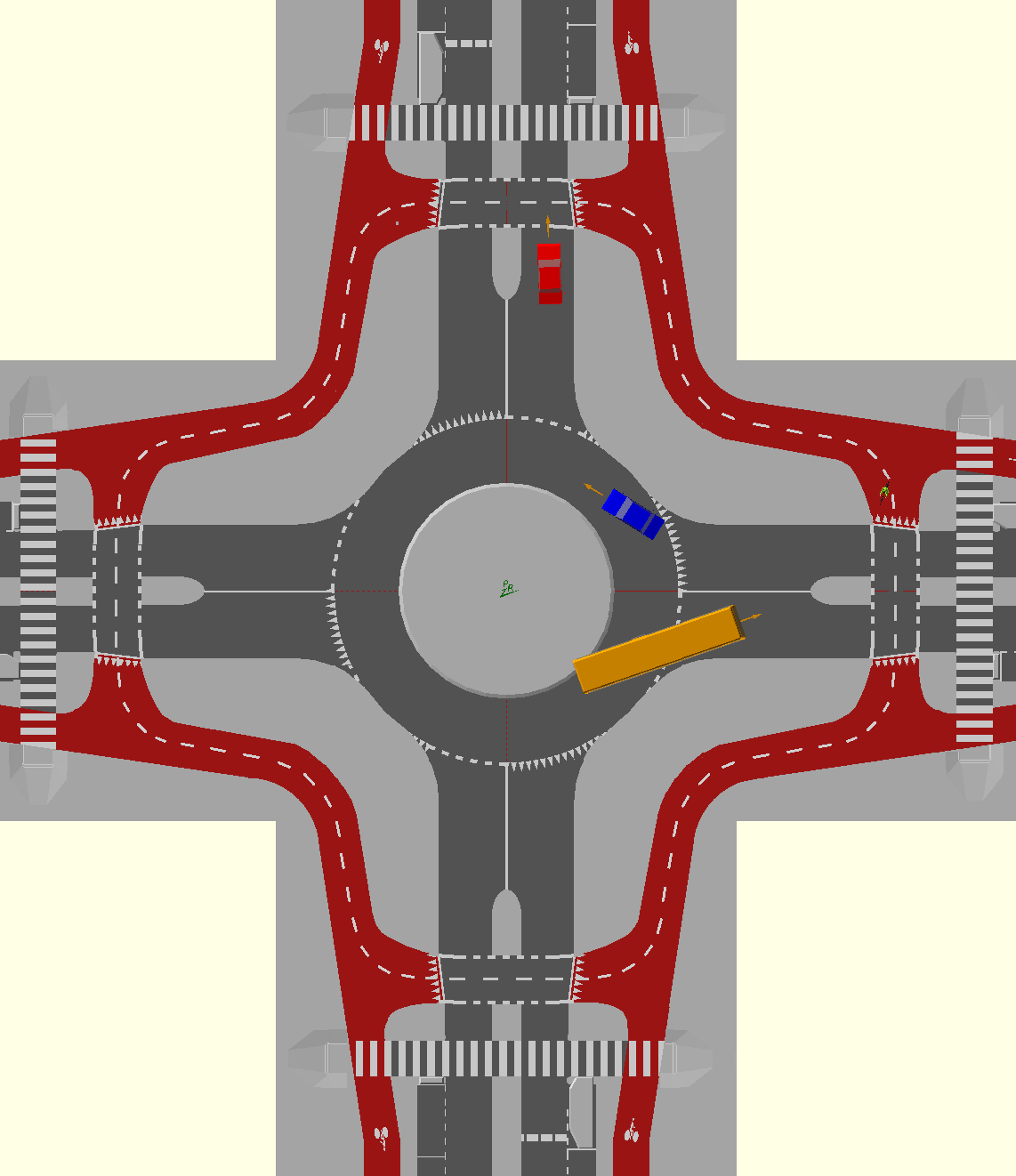
Rotonda con intersezione protetta per bicilette.

Con progettazione delle infrastrutture ciclabili si intendono una serie di discipline correlate all'ingegneria e alla pianificazione dei trasporti che riguardano la bicicletta come mezzo di trasporto e lo studio, la progettazione e l'implementazione delle infrastrutture ciclabili. Queste infrastrutture comprendono percorsi riservati ai ciclisti e percorsi misti (dove i ciclisti condividono strade e percorsi con traffico veicolare e pedonale). 

## Reti, segnaletica e mappe
La maggior parte delle reti ciclabili nazionali sono percorsi di grande estensione numerati, simili alle autostrade. Tuttavia, a livello internazionale la rete ciclabile di giunzioni numerate ha una struttura modulare che consente percorsi arbitrari utilizzando una segnaletica semplice. Entrambi mirano a ridurre al minimo l'uso delle mappe con abbondante segnaletica.
È possibile sviluppare reti ciclabili di percorsi coordinandole con le mappe ciclabili. Il coordinamento può essere locale o nazionale (la rete ciclabile a nodi numerati ha un coordinamento nazionale in alcuni paesi e un coordinamento locale in altri).

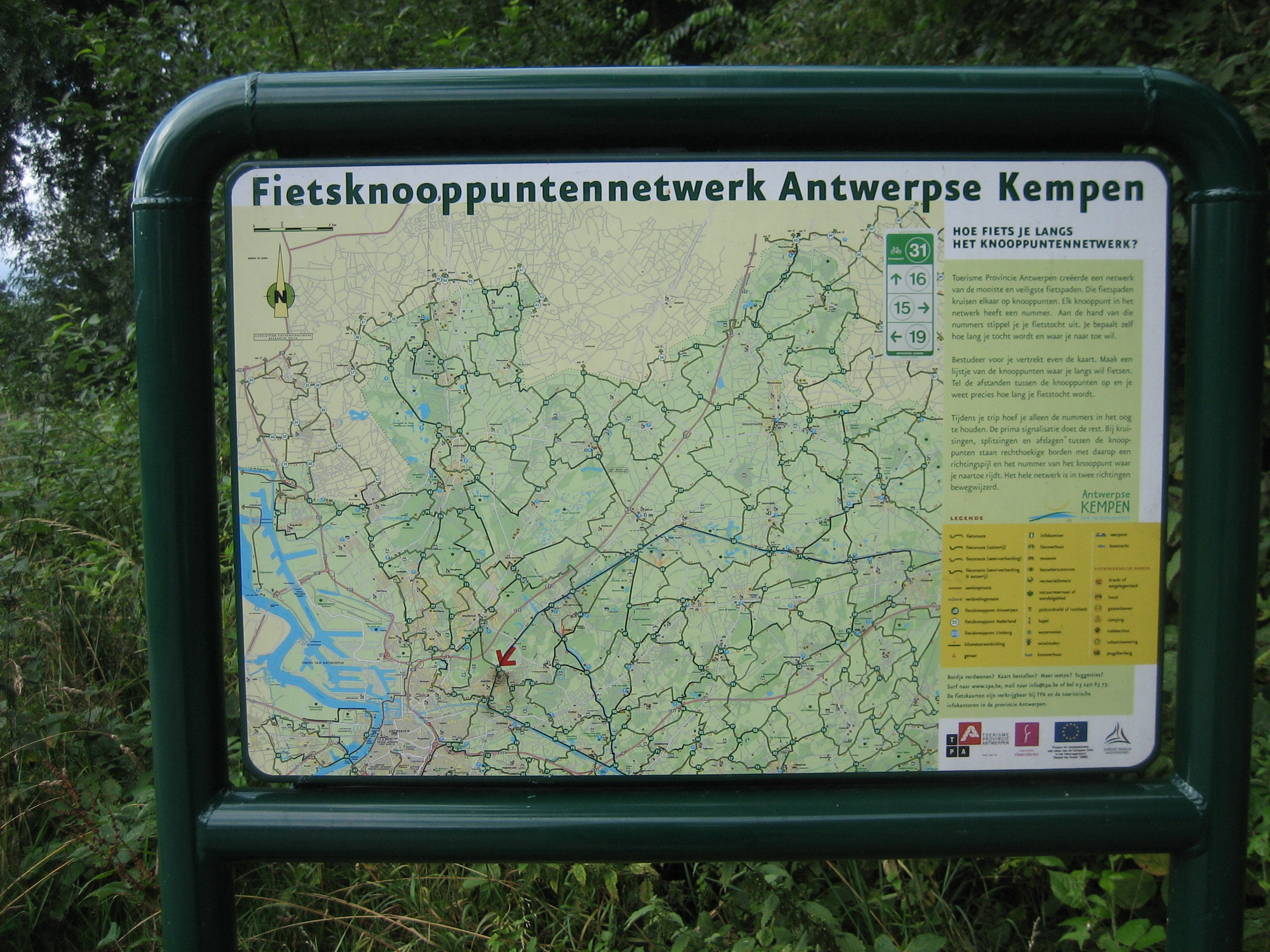
Mappa presso il nodo numero 20 a Schoten, vicino ad Anversa. Ogni nodo è segnalato con un numero.

## Percorsi ciclabili
La pianificazione del trasporto ciclabile si occupa della realizzazione di vari tipi di percorsi ciclabili tra cui corsie ciclabili, piste ciclabili, piste ciclabili con propria precedenza; e di  strutture condivise, come viali ciclabili, segnaletica orizzontale condivisa, banchine stradali, corsie esterne, schemi stradali condivisi e qualsiasi carreggiata con accesso legale alle biciclette.

### Percorsi promiscui

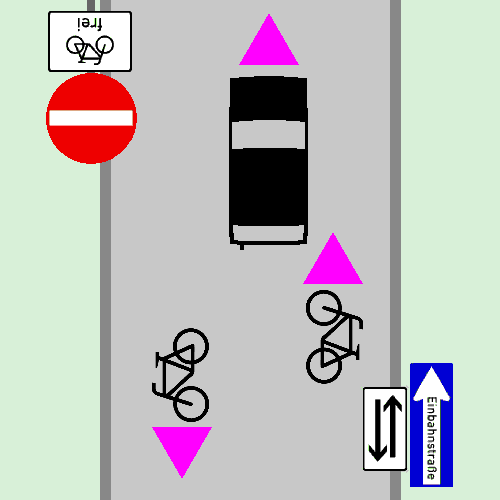
Strada aperta alle biciclette nel senso opposto a quello di marcia.

Con percorso promiscuo si intende una strada priva di percorsi dedicati in cui le biciclette possono, tuttavia, transitare insieme ad altri utenti della strada. Fanno parte di questa categoria i percorsi ciclopedonali e quelli condivisi con le automobili, dove a volte i velocipedi possono transitare anche in senso contrario a quello di marcia (in Italia indicato dal cartello eccetto bici).

### Corsia ciclabile

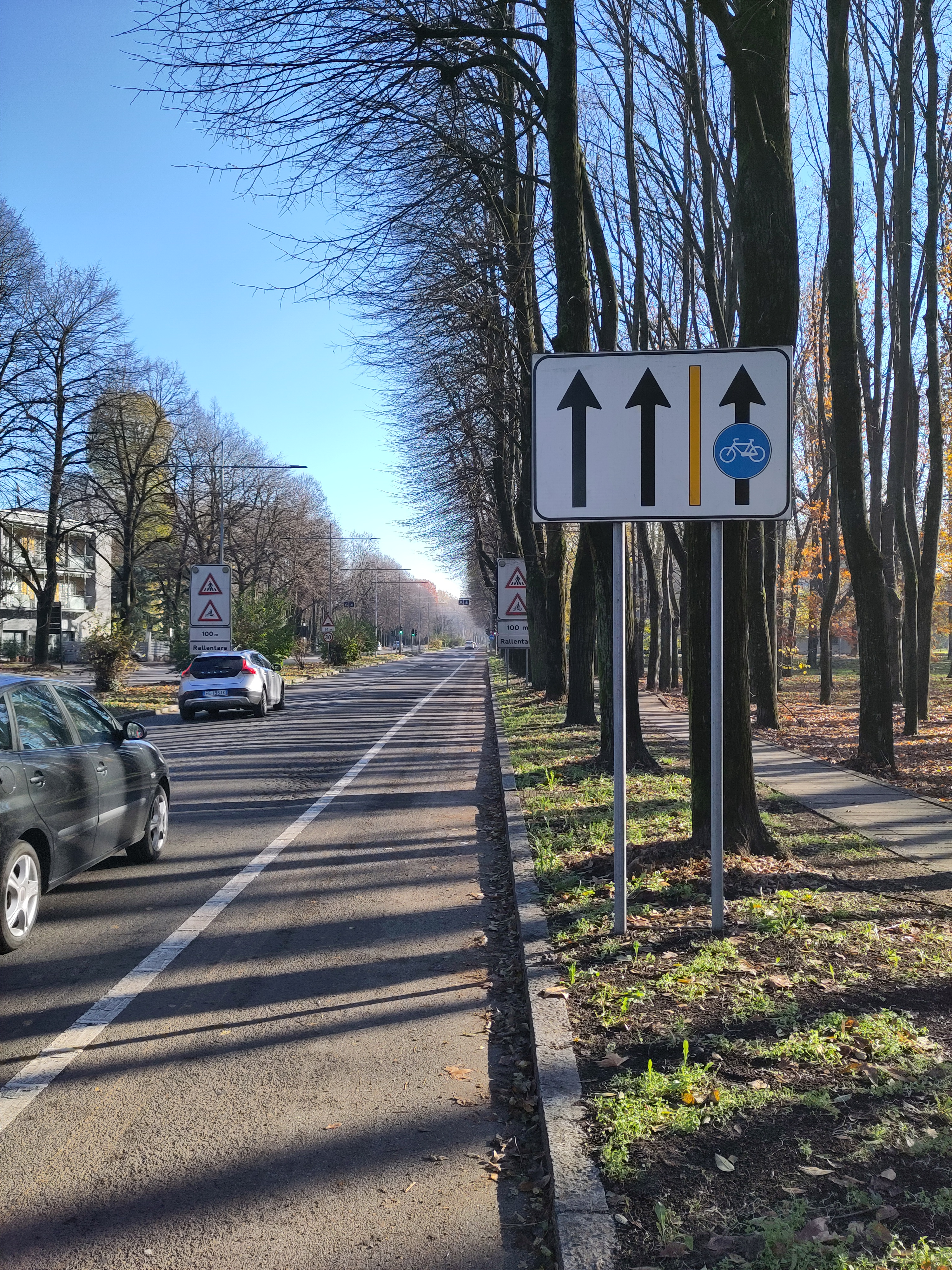
Corsia ciclabile in Viale De Gasperi a San Donato Milanese.

La corsia ciclabile è un percorso ciclabile posto sulla carreggiata, non separato fisicamente dal traffico veicolare ed indicato solitamente dalla colorazione rossa.

### Piste ciclabili

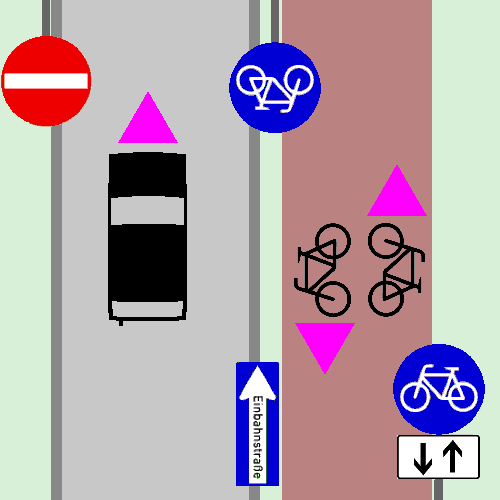
Pista ciclabile a doppio senso di marcia, separata dal traffico veicolare, sul lato destro della carreggiata.

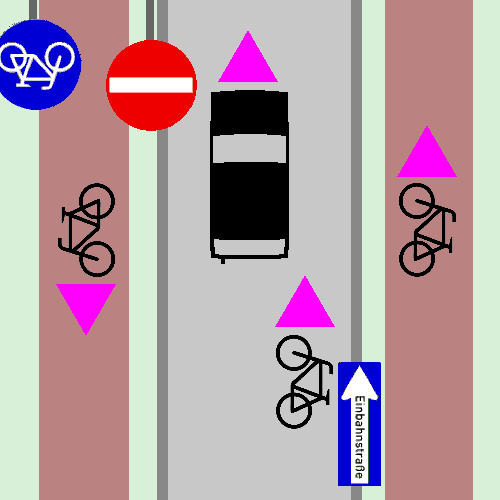
Piste ciclabili a senso unico su entrambi i lati della carreggiata e separate dal traffico veicolare.

Con pista ciclabile si intende un percorso dedicato esclusivamente alla mobilità ciclistica e può essere a senso unico o bidirezionale.

#### Barriere
Le opzioni per le barriere sono pali, cordoli rialzati o barriere stradali .

### Superstrada ciclabile

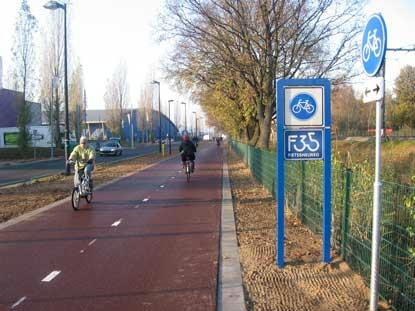
Superstrada ciclabile F35 ad Enschede nei Paesi Bassi.

## Intersezioni e segnali
I tecnici specializzati in mobilità ciclabile sono anche coinvolti nel miglioramento degli incroci e dei semafori. Le case avanzate sono un esempio di segnaletica orizzontale su spazi condivisi misti.

## Altre sistemazioni urbanistiche
Altre sistemazioni urbanistiche per la valorizzazione della ciclabilità prevedono la riduzione delle corsie per le automobili, estensione dei marciapiedi, miglioramento della superficie stradale; costruzione di parcheggi per biciclette tramite lucchetti, rastrelliere e armadietti .

## Legislazione
Le linee guida NACTO (National Association of City Transportation Officials) affermano che "la larghezza desiderata per una pista ciclabile dovrebbe essere di 1,5 m (5 piedi). Nelle zone con un elevato numero di ciclisti o nei tratti in salita, la larghezza desiderata dovrebbe essere di 2,1 m (7 piedi)". La larghezza standard CROW indicata dalla Ontwerpwijzer fietsverkeer (Guida alla progettazione per il traffico ciclabile) per le piste ciclabili a senso unico nei Paesi Bassi è di almeno 2,5 m. Per l'uso bidirezionale il minimo è 3,5 m.
In Italia le modalità di progettazione e realizzazione di un percorso ciclabile sono dettate dal D.M 30 novembre 1999, n.557 che indica che la larghezza minima della corsia ciclabile, comprese le strisce di margine, deve essere pari ad 1,50 m; tale larghezza è riducibile ad 1,25 m nel caso in cui si tratti di due corsie contigue, dello stesso od opposto senso di marcia, per una larghezza complessiva minima pari a 2,50 m. Per le piste ciclabili in sede propria e per quelle su corsie riservate, la larghezza della corsia ciclabile può essere eccezionalmente ridotta fino ad 1,00 m, sempreché questo valore venga protratto per una limitata lunghezza dell'itinerario ciclabile e tale circostanza sia opportunamente segnalata.